# Fontanesia
Fontanesia Labill., 1791 è un genere di piante arbustive, angiosperme, dicotiledoni appartenenti alla famiglia delle Oleaceae. È l'unico genere della tribù Fontanesieae H.Taylor ex L.A.S.Johnson, 1957.

## Etimologia
Il nome di questo genere è stato dato in ricordo del botanico francese René Louise Desfontaines (1752-1833), autore di una "Flora Atlantica". Il nome scientifico del genere è stato definito per la prima volta dal botanico francese Jacques Julien Houtou de Labillardière (1755-1834) nella pubblicazione "Decas Prima. Icones Plantarum Syriae Rariorum, Descriptionibus et Observationibus Illustratae - Pl. Syr. Dec. i. 9. t. 1" del 1791. Il nome scientifico della tribù è stato definito per la prima volta dai botanici H. Taylor e Lawrence Alexander Sidney Johnson (1925–1997) nel 1957.

## Descrizione

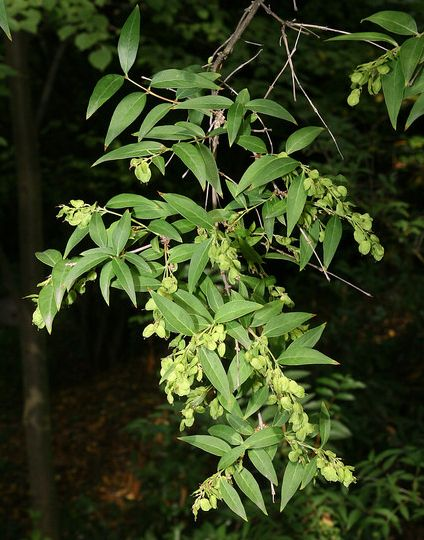
Le foglie
Fontanesia fortunei

### Portamento
Il portamento delle specie di questo genere è arbustivo o arboreo (piccoli alberi) con altezza massima 1 - 3 metri e indumento glabro. La forma biologica è fanerofite cespugliose (P caesp), sono piante perenni e legnose, con gemme svernanti poste ad un'altezza dal suolo maggiore di 30 cm con portamento cespuglioso. I rami hanno una sezione quadrangolare a causa della presenza di fasci di collenchima posti nei quattro vertici, sono inoltre gracili e penduli. Nelle specie di questo genere esistono sia fiori bisessuali che poligami. Sono presenti glicosidi fenolici e composti iridoidi.

### Foglie
Le foglie lungo il caule sono disposte in modo opposto. Il picciolo è breve o assente; le lamine sono semplici a forma lanceolato-ovale con apici acuti; i bordi sono interi o minutamente seghettati. Sono inoltre membranose, caduche e prive di stipole. Dimensioni delle foglie nella specie F. phillyreoides: larghezza 5 – 12 mm; lunghezza 15 – 40 mm.

### Infiorescenza
Le infiorescenze sono di tipo panicolato e sono brevi, in posizione ascellare o terminale. In genere sono composte da piccoli fiori pedicellati.

### Fiori
I fiori sono ermafroditi (o anche unisessuali), attinomorfi e tetraciclici (ossia formati da 4 verticilli: calice– corolla – androceo – gineceo) e tetrameri (ogni verticillo ha 4 elementi). I fiori non sono profumati.
- Formula fiorale. Per la famiglia di queste piante viene indicata la seguente formula fiorale:[9][10]

* K (4), [C (4), A 2], G (2), supero, samara.
- Il calice termina con 4 lobi a forma oblunga. In genere questo calice si presenta ridotto.

- La corolla è profondamente tetralobata (con lobi obovati) ma con i petali uniti alla base (corolla gamopetala). I fiori sono piccoli e bianchi.

- L'androceo è formato da 2 stami sporgenti e adnati al tubo della corolla. Le antere sono formate da due teche con deiscenza longitudinale. Il polline è tricolpato.

- Il gineceo è bicarpellato (sincarpico - formato dall'unione di due carpelli) ed ha un ovario supero, biloculare con un ovulo pendulo per loculo. Gli ovuli sono provvisti di un solo tegumento e sono tenuinucellati (con la nocella, stadio primordiale dell'ovulo, ridotta a poche cellule).[11] La placentazione è assile. Lo stilo è unico e termina con due stigmi.

### Frutti
Il frutto è una samara, piatta, alata a forma ellittica contenente uno o due semi.

## Biologia
Queste specie si riproducono per impollinazione entomogama.
I semi, dopo aver eventualmente percorso alcuni metri a causa del vento (dispersione anemocora) cadendo a terra sono dispersi soprattutto da insetti tipo formiche (mirmecoria).

## Distribuzione e habitat
Le due specie di questo genere sono distribuite in Turchia, Siria e in una parte ristretta della Cina orientale. In Italia la specie mediterranea è presente solo in Sicilia, dove è rara.
L'areale del genere Fontanesia è un tipico esempio di areale disgiunto.

## Tassonomia
La famiglia delle Oleaceae comprende 27 generi e circa 600 specie con distribuzione cosmopolita dalle regioni tropicali fino a quelle temperate.
Il numero cromosomico delle specie di questo genere è: 2n = 26.

### Specie
Questo genere comprende due specie:
- Fontanesia phillyreoides Labill., 1791, arbusto esclusivo della regione mediterranea orientale (Siria e Anatolia).[13]

- Fontanesia fortunei Carrière, 1859, specie endemica della Cina.

La differenza tra le due specie è minima, tanto che F. fortunei da alcuni Autori è descritta come una varietà della prima e spesso è indicata con il sinonimo Fontanesia chinensis. Da un punto di vista morfologico la differenza maggiore tra le due specie si trova nelle foglie: in F. fortunei i margini sono interi, mentre in F. phillyreoides sono finemente denticolati, ruvidi e ciliati; inoltre in quest'ultima specie la dimensione delle foglie è ridotta a metà.

### Filogenesi
Da un punto di vista filogenetico, all'interno della famiglia, la tribù Fontanesieae è "gruppo fratello" della tribù Jasmineae; queste due tribù a loro volta sono "gruppo fratello" di altre due tribù (Oleeae + Forsythieae).

## Usi
L'utilizzo delle due specie di questo genere è unicamente nel giardinaggio. La specie F. phillyreoides venne portata a Parigi dalla Siria dallo stesso Labillardière nel 1787; mentre la specie F. fortunei fu introdotta direttamente dalla Cina attorno al 1845.